# Bricriu
Bricriu (también Briccriu, Bricne) es un personaje, hostalero (briugu), embaucador y poeta del Ciclo del Úlster de mitología irlandesa.

## Fled Bricrenn
La historia de Fled Bricrenn ("El Festín de Bricriu") narra cómo una vez celebró un festín para Conchobar mac Nessa y los héroes de Úlster en su casa en Dún Rudraige (actual Dundrum, Condado de Down), pero conociendo su reputación los hombres del Úlster tuvieron que ser amenazados para que acudieran. Primero, Bricriu amenazó con enfrentar a los guerreros de Úlster entre ellos, luego poner a padres contra hijos y madres contra hijas, pero fue la amenaza de hacer que los pechos de cada mujer del Úlster pelearan entre sí lo que convenció a los guerreros del Úlster para asistir a la fiesta.
En la fiesta, Bricriu promete la porción del campeón a Cú Chulainn, a Conall Cernach, y a Lóegaire Búadach, y los tres héroes compiten por el honor. Se establecieron pruebas, algunas juzgadas por Ailill y Medb de Connacht, otras por Cú Roí de Munster. Cú Chulainn se impuso en todos los desafíos, pero ni Conall ni Lóegaire aceptaron la decisión.
Finalmente Cú Roí, disfrazado como un horrible gigante, desafió a cada uno de los tres a que le decapitaran; él volvería al día siguiente para decapitarles a ellos. Únicamente Cú Chulainn pasó la prueba, y fue juzgado digno de la porción del campeón. (Dos motivos en esta historia, la porción del campeón y el reto de la decapitación, son mencionados por el escritor griego Posidonio como prácticas de los antiguos Celtas. El reto de la decapitación es también central en el poema artúrico de Sir Gawain y el Caballero Verde.)

## Otros
Bricriu siguió a Fergus mac Róich al exilio en Connacht tras los sucesos de Deirdre. Mientras permaneció como huésped en Cruachan causó muchos problemas a Fergus y una de sus amantes, Flidais, lo que culminó en el Táin Bó Flidhais. En el Echtra Nerai, Bricriu se burla del canto de Fergus, comparándolo al bramido de un ternero. Fergus le golpea con 5 piezas de fidchell, hiriéndole gravemente. Más tarde, Bricriu se recupera pero muere en Cruachan al final del Táin Bó Cúailnge, arrollado por los dos toros en su lucha.
El Fled Bricrenn se conservó en el casi contemporáneo Leabhar na h-Uidhri (El Libro de la Vaca Parda) y en cuatro manuscritos posteriores. 
Se cree que el nombre del pueblo de Loughbrickland, cerca de Banbridge, Condado de Down, podría derivar del irlandés Loch Briccrend o Lago de Bricriu, donde habría sido un cacique y vivido en el 'Watery Fort' (ringfort) con vistas al lago.
- Datos: Q2467389